# Lindenberg (Salzgitter-Thiede)

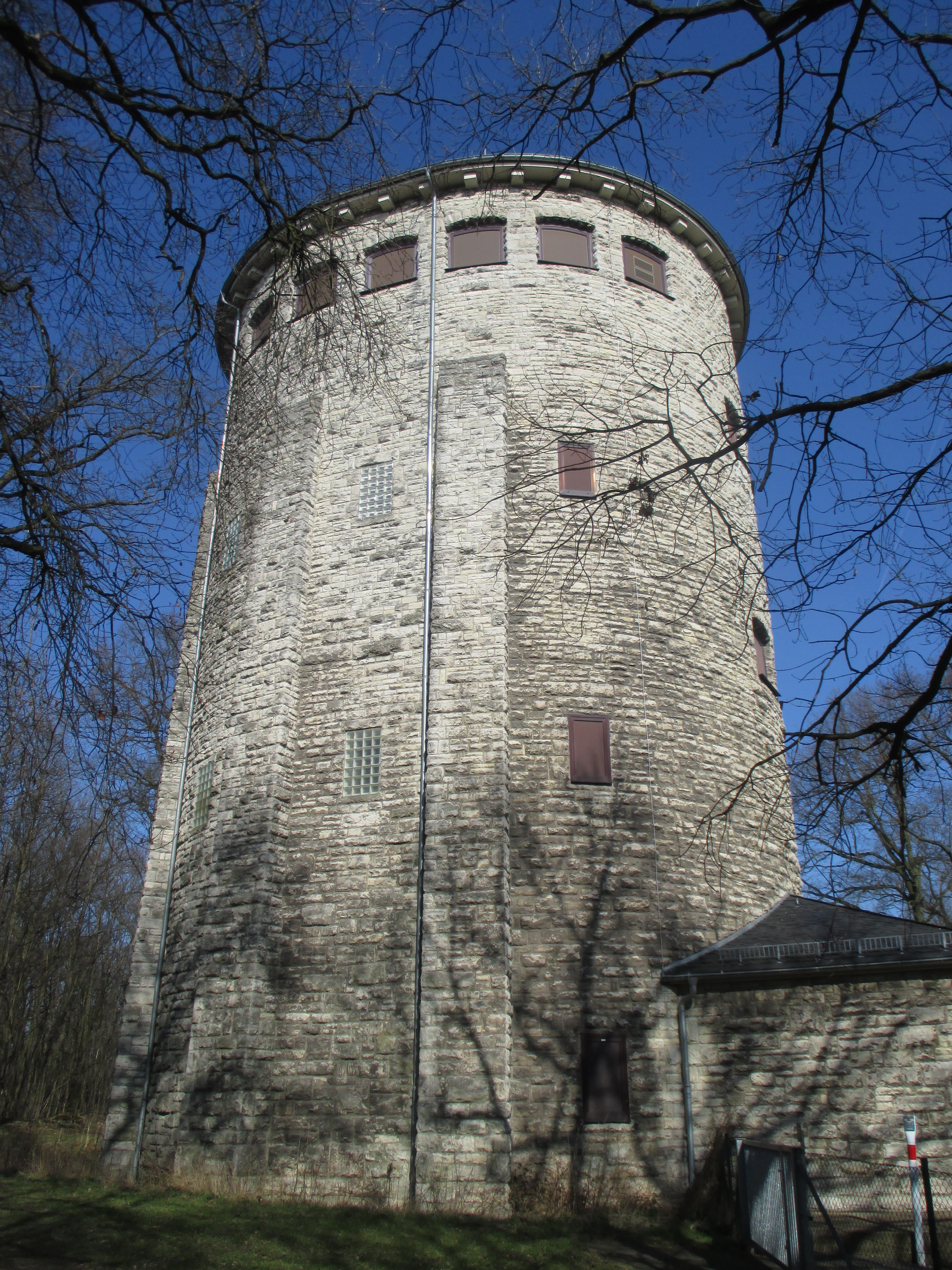
Hochbehälter auf dem Lindenberg

Der Lindenberg ist eine über 120 m ü. NHN hohe Erhebung des Ostbraunschweigischen Hügellandes. Er liegt beim niedersächsischen Thiede im Gebiet der kreisfreien Stadt Salzgitter und heißt landläufig in Abgrenzung zu anderen gleichnamigen regionalen Erhebungen Thieder Lindenberg.

## Geographie

### Lage
Der Lindenberg liegt 850 m nordöstlich des zu Salzgitter gehörenden Ortsteils Thiede (82 bis 105 m Höhe) und 1,7 km südsüdwestlich des Braunschweiger Ortsteils Leiferde (71 m Höhe), wobei die Grenze beider kreisfreien Städte über den Nord- und Osthang verläuft. Der Wald und die höchste Erhebung liegen in der Gemarkung Thiede. Nach Osten fällt die Landschaft zur Oker und nach Westen zu deren Zufluss Thiedebach ab.

### Naturräumliche Zuordnung
Der Lindenberg gehört in der naturräumlichen Haupteinheitengruppe Nördliches Harzvorland (Nr. 51), in der Haupteinheit Ostbraunschweigisches Hügelland (512) und in der Untereinheit Okerrandhöhen (512.0) zum Naturraum Thieder Lößhügelland (512.02).
Der Naturraum erstreckt sich in Nord-Süd-Richtung zwischen Broitzem und dem Oderwald als schmales, etwa vier Kilometer breites Band entlang des westlichen Okerufers. Im Norden umfasst es die Kreideformationen des Geitelder Bergs und des Steinbergs, die auch den nördlichen Abschluss der naturräumlichen Untereinheit Okerrandhöhen bilden. Im Süden markiert die Bewaldung bei Adersheim den Beginn des Naturraums Oderwald (512.01).

## Landschaftsschutzgebiete
Auf dem Lindenberg liegt im Gebiet von Salzgitter das Landschaftsschutzgebiet (LSG) Thieder Lindenberg (CDDA-Nr. 325156; 1969 ausgewiesen; 39 ha groß), an das sich direkt nördlich und östlich in jenem von Braunschweig das LSG Thieder Lindenberg (CDDA-Nr. 325157; 1969; 18 ha) anschließt.

## Geologie und prähistorische Funde
Geologisch ist der Lindenberg Teil einer hochgedrückten Buntsandstein-Scholle über dem Salzstock von Thiede – mit der Zwergenhöhle (s. u.). Der Buntsandstein wurde seit 1404 von der Stadt Braunschweig abgebaut. Am Rand des Lindenbergs liegt ein Gipsbruch, der seit dem 17. Jahrhundert ausgebeutet wurde. Vom Juni 1692 stammen auf dem Lindenberg gemachte, berühmte Funde prähistorischer Mammutknochen. Bei dessen Freilegung wies Gottfried Wilhelm Leibniz anhand eines Zahnes nach, dass man keine Überreste eines „Riesen“, sondern das Knochengerüst eines Mammuts gefunden hat. 1816 brachen in Folge eines Regengusses die Hänge des Gipsbruches. Bei den Aufräumarbeiten wurden die prähistorischen Knochen von über 67 Tierarten gefunden sowie Feuersteinmesser, also Zeugnisse früher menschlicher Besiedlung.

## Geschichte

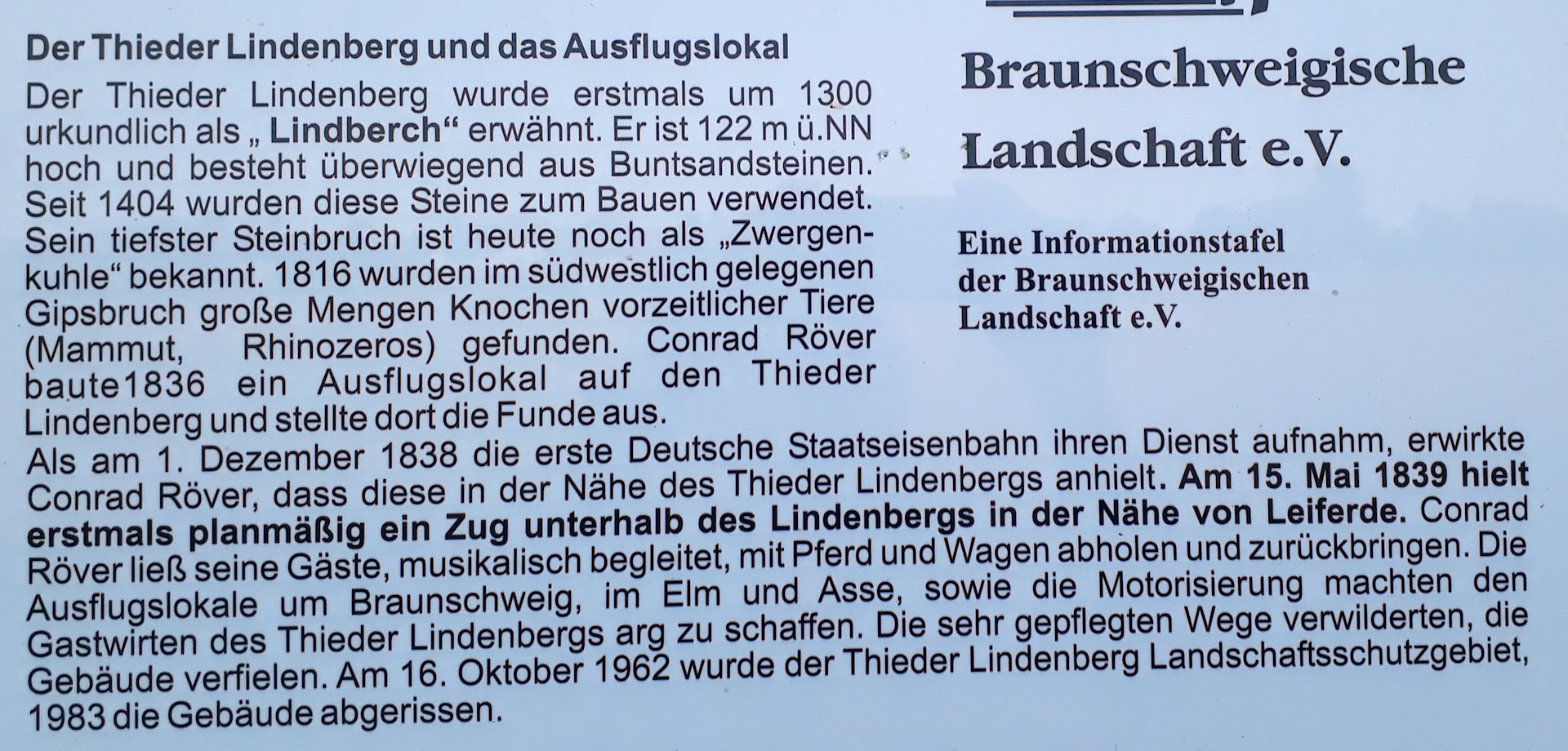
Beschreibung des ehemaligen Eisenbahn-Haltepunkts unterhalb des Thieder Lindenbergs auf der Informationstafel der Braunschweigischen Landschaft.

Im Jahre 1381 kam es zur Schlacht am Lindenberg, als sich der auf Schloss Wolfenbüttel sitzende Göttinger Herzog Otto der Quade nach dem Tod des Herzogs Magnus II. im Braunschweiger Land festsetzte. Bei der Schlacht zwischen Truppen des Herzogs vereint mit dem hildesheimischen Landadel gegen die unabhängige Stadt Braunschweig unterlagen die Braunschweiger. Im Umfeld von Braunschweig gingen bei den Auseinandersetzungen am 3. und 4. September 1381 etwa ein Dutzend Dörfer in Flammen auf.
Im Dreißigjährigen Krieg wurde 1641 bei Thiede die Schlacht um die Festung Wolfenbüttel ausgetragen. Dabei nahmen die Herzöge von Braunschweig-Wolfenbüttel und Franzosen, Hessen und Schweden die Erhebung ein, doch der Kampf gegen die bayrisch-kaiserlichen Truppen ging unentschieden aus.
Von 1836 bis in die 1960er Jahre wurde auf der Erhebung eine Gaststätte betrieben, in der die örtlich gefundenen Fossilien ausgestellt wurden und die insbesondere für Braunschweiger ein beliebtes Ausflugsziel darstellte. Von 1839 bis in die 1920er Jahre hielt die Eisenbahn unterhalb des Lindenbergs am Haltepunkt Leiferde, so dass die Ausflugsgäste auf kurzem Wege zum Gasthaus gelangen konnten (s. nebenstehenden Ausschnitt aus der Informationstafel der Braunschweigischen Landschaft).
Seit 1943 befindet sich dort ein turmartiger Hochbehälter (mit Nebengebäuden) der Harzwasserwerke. Von hier aus wird die Stadt Braunschweig versorgt. Bei der nahe gelegenen Friedrichshöhe befindet sich die Übernahmestation, in der das Gefälle des Wassers für die Stromerzeugung (ca. 200 kW) genutzt wird.
Das Lindenblatt des Wappens von Thiede verweist unter anderem auch auf den Lindenberg.

## Sagen und Legenden
Der ehemalige Braunschweiger Stadtheimatpfleger Wilhelm Bornstedt beschreibt in seiner Stöckheimer Chronik die Sage von den Thieder Zwergen. Demnach hausten diese im Innern des Lindenberges und waren bei den Menschen ähnlich den Heinzelmännchen sehr beliebt: Sie brachten den Armen oft Speisen und Trank, insbesondere wohl gerne anlässlich von Hochzeitsfeiern und Kindstaufen. Allerdings forderten sie ihr Geschirr stets gereinigt zurück, anderenfalls verweigerten sie die zukünftige Hilfeleistung. Bornstedt berichtet, dass derartige Legenden auch in Leiferde verbreitet waren. Die Namensgebung Zwergenhöhle ist auf diese Sagen zurückzuführen. Dieser Höhle verdankt die Erschließungsstraße eines jungen Baugebietes am Südwesthang des Berges den Namen An der Zwergenkuhle.

## Verkehr
Etwas nordwestlich des Lindenbergs verläuft die Bundesautobahn 39 mit der nahen Anschlussstelle Salzgitter-Thiede und etwas östlich die Bundesautobahn 36 mit der nahen Anschlussstelle Wolfenbüttel-Nordwest. Beide Autobahnen sind über die durch Thiede führende Landesstraße 615 miteinander verbunden. Diese kreuzt in der Ortschaft die westlich am Lindenberg vorbeiführende Bundesstraße 248 (Thiede–Rüningen), von der etwas nördlich von Thiede ein zur Erhebung führender Fahrweg abzweigt.